# Exetastes scabriceps
Exetastes scabriceps là một loài tò vò trong họ Ichneumonidae.